# Giorgio Ghezzi
Giorgio Ghezzi (* 11. Juli 1930 in Cesenatico; † 12. Dezember 1990 in Forlì) war ein italienischer Fußballspieler auf der Position des Torwarts.

## Karriere

### Verein
Ghezzi begann seine Karriere in seinem Heimatort Cesenatico, wo er für die Associazione Sportiva in der Jugendabteilung spielte. Sein Debüt als Profi gab er 1947 bei Rimini Calcio in der Serie C. 1949 wechselte er in die Serie B zum FC Modena.
Zur Saison 1951/52 verpflichtete ihn Inter Mailand. Unter dem neuen Trainer Alfredo Foni wurde Ghezzi zum Stammtorhüter und gewann in den Jahren 1953 und 1954 mit Inter die italienische Meisterschaft. Nach der Spielzeit 1957/58 verließ er Inter und schloss sich dem CFC Genua an. Am Ende der Spielzeit 1958/59 wechselte er im Tausch mit Lorenzo Buffon zum AC Mailand. Dort gewann er 1962 seinen dritten Meistertitel und im darauffolgenden Jahr den Europapokal der Landesmeister.
Im Spiel um den Weltpokal traf Milan auf den Sieger der Copa Campeones de América 1963 FC Santos. Nach einem 4:2-Sieg im heimischen San-Siro-Stadion verlor Milan das Rückspiel im Maracanã mit demselben Ergebnis. In einer von den Brasilianern überhart geführten Partie verletzte sich Ghezzi, so dass er nicht im fälligen Entscheidungsspiel eingesetzt werden konnte. Santos gewann das Spiel durch einen umstrittenen Elfmeter mit 1:0. 
Ghezzi beendete 1965 bei Milan seine Spielerkarriere. Ab Sommer 1966 war er als Trainer  für seinen ehemaligen Klub CFC Genua gemeinsam mit Luigi Bonizzoni in der Serie B tätig. Im Januar 1967 trat Ghezzi nach Meinungsverschiedenheiten mit dem Vereinsvorstand von seinem Amt zurück.

### Nationalmannschaft
Ghezzi absolvierte am 11. April 1954 in einem Freundschaftsspiel gegen Frankreich sein erstes Länderspiel für Italien und wurde von Nationaltrainer Lajos Czeizler in den Kader der Azzurri für die Weltmeisterschaft 1954 in der Schweiz berufen. Dort wurde er in den Gruppenspielen gegen die Schweiz und Belgien eingesetzt. Im Entscheidungsspiel der Gruppe 4, das Italien mit 1:4 gegen den Gastgeber verlor, erhielt der Debütant  Giovanni Viola den Vorzug. Bis 1961 absolvierte Ghezzi insgesamt sechs Länderspiele für die Squadra Azzurra.

## Erfolge
- Italienische Meisterschaft: 1953, 1954, 1962
- Europapokal der Landesmeister: 1963